# Манахок
Манахок (на английски: Manahoac) е група от няколко северноамерикански индиански племена или подплемена, които в началото на 17 век живеят в северната част на Вирджиния. Техните села никога не са посетени от европейците. Единствените сведения за тях идват от Джон Смит, който среща една група от племето близо до водопадите на река Рапаханок през 1608 г. Смит съобщава, че манахок живеят в най-малко 7 села на запад от мястото, където ги срещнал и че са съюзници на монакан и врагове на поухатан. Манахок изчезват от историята след 1723 г. като учените предполагат, че се сливат с племената сапони и тутело. През 1753 г. сапони и тутело са официално приети от племето каюга в щата Ню Йорк. През 1870 г. един старец живеещ с ирокезите в Канада твърди, че е последният чистокръвен индианец манахок.

## История
Историята на манахок започва с Джон Смит през 1608 г. Преди това има косвени археологически доказателства, че са живели в долината на река Охайо, но по някакви причини напущат родината си и се преместват около изворите на река Рапаханок в Северна Вирджиния. Единствените данни, които оставя Смит са имената на селата и местоположението им. След него информацията за племето е още по-неясна и противоречива. През 1656 г. Джон Ледерер идентифицира 600 – 700 индианци от „махокс“, които живеят на река Джеймс и потока Махок. Не е известно дали е имал предвид манахок или отделно племе с името махокс. В третата си експедиция през 1670 г., Ледерер стига до горната част на река Рапаханок, но не открива никакви индианци. Малко преди това, манахок изоставят земите си и се присъединяват към монакан, за да се защитят от ирокезките атаки от север.
През 1714 г. губернаторът на Вирджиния, Александър Спотсууд пише, че стегараки – подплеме на манахок живее във форт Кристана. Отделно от това, Джон Риид Суонтън предполага, че мейпонтски, друга група от форт Кристана е възможно да е онтпоне – друго подразделение на манахок. Последното споменаване на онтпоне, а и въобще на манахок като цяло е през 1723 г. Предполага се, че преди това останките от племето са абсорбирани от племената сапони и тутело.

## Подразделения
Манахок по принцип се разглежда като конфедерация от няколко отделни племена или като едно племе с няколко подплемена. Според Смит манахок живеят в няколко независими села, свързани помежду си в слаба конфедерация. Той записва имената на някои от тях като ги представя за отделни племена или подплемена:
- хасинунга
- манахок
- онтпоне
- шакокония
- стегараки
- тенинатео
- танкснитания

Освен тях, Смит записва и името на едно село – Махаскаход.

## Език
Няма никакви убедителни доказателства за езика на манахок. Единствените думи налични от езика им са имената на племената записани от Джон Смит. Това е твърде недостатъчно учените да кажат какъв е бил езикът им. Заради близките им отношения с други сиукски племена, живеещи във Вирджиния като сапони, тутело и други, се счита, че са говорели сиукски език. Според сведенията на Смит манахок говорят език различен от този на монакан.